# انتونیو دومینگز (بازیکن فوتبال)
انتونیو دومینگز (انگلیسی: Antonio Domínguez؛ زادهٔ ۴ آوریل ۱۹۹۳) بازیکن فوتبال اهل اسپانیا است.
از باشگاه‌هایی که در آن بازی کرده‌است می‌توان به باشگاه فوتبال رکریتیوو اوئلوا اشاره کرد.